# NGC 2972
NGC 2972 est un amas ouvert,, situé dans la constellation des Voiles. Il a été découvert par l'astronome écossais James Dunlop en 1826. Il a de nouveau observer le même amas la même nuit et il a sans doute créé une nouvelle entrée, car John Dreyer l'a inscrite à son catalogue sous la désignation NGC 2999.
NGC 2972 est à environ 2 062 pc (∼6 730 al) du système solaire et les dernières estimations donnent un âge de 93 millions d'années. La taille apparente de l'amas est de 5 minutes d'arc, ce qui, compte tenu de la distance et grâce à un calcul simple, équivaut à une taille réelle d'environ 9,8 années-lumière.  
Selon la classification des amas ouverts de Robert Trumpler, cet amas renferme moins de 50 étoiles (lettre p) dont la concentration est forte (I) et dont les magnitudes se répartissent sur un petit intervalle (le chiffre 1).